# Anton Müller (Maler)

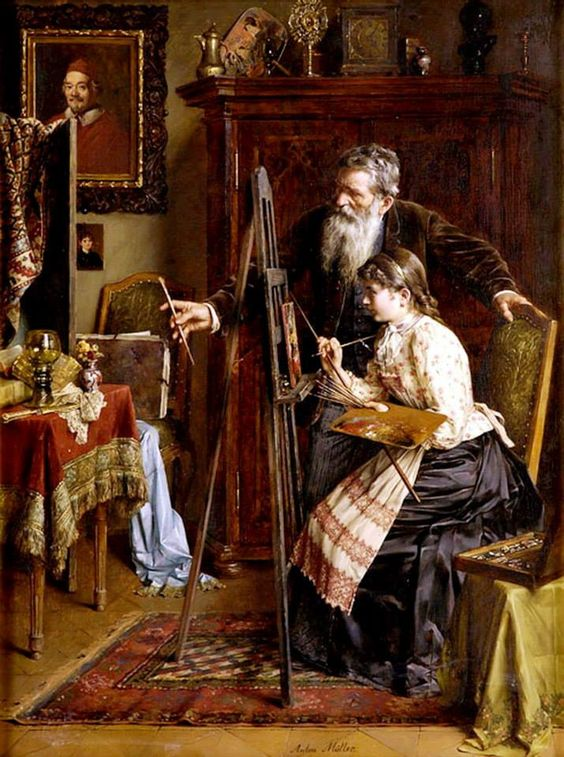
Die Malstunde

Anton Eduard Müller (* 29. September 1853 in Wien; † 19. Oktober 1897 ebenda) war ein österreichischer Genre-, Bildnis- und Stilllebenmaler in Wien.
Anton Müller studierte an der Akademie der bildenden Künste Wien bei August Eisenmenger und Anselm Feuerbach sowie privat bei Heinrich von Angeli. Danach war Müller in Wien als freischaffender Künstler tätig. Müller nahm regelmäßig an Kunstausstellungen teil. Im Rahmen der Berliner Jahresausstellung erhielt Anton Müller 1886 eine Kleine Goldene Medaille. Er starb im Alter von 44 Jahren.